# Shuotherium
Lo shuoterio (gen. Shuotherium) è un mammifero estinto, appartenente agli Yinotheria. Visse tra il Giurassico medio e il Giurassico superiore (Batoniano - Oxfordiano, circa 167 - 155 milioni di anni fa) e i suoi resti fossili sono stati ritrovati in Asia e in Europa.

## Descrizione
Conosciuto solo per denti e mandibole, questo animale doveva essere delle dimensioni di un ratto. I molari inferiori erano di forma insolita: il talonide era situato di fronte al trigonide, una disposizione completamente diversa da quella dei tipici molari tribosfenici. In questo tratto "pseudotribosfenico", il cingulide mesiale era espanso fino a formare uno pseudotalonide, e il suo talonide distale era poco sviluppato. La mandibola era sottile e allungata, come quella degli australosfenidi, ma differiva da questi ultimi nell'avere una depressione postdentaria più sviluppata. Erano presenti quattro premolari e tre molari. La struttura dell'ultimo premolare, inoltre, era incredibilmente somigliante a quella degli australosfenidi.

## Classificazione
Il genere Shuotherium venne descritto per la prima volta nel 1982, sulla base di una mandibola con denti rinvenuta in Cina, nella provincia di Sichuan, e risalente all'inizio del Giurassico superiore (Oxfordiano); la specie tipo è Shuotherium dongi. Un'altra specie, basata su un molare superiore e proveniente dallo stesso giacimento in cui era stata ritrovata la specie precedente, è S. shilongi. Altri fossili attribuiti a Shuotherium sono stati ritrovati in Inghilterra in terreni un po' più antichi (Batoniano), nella formazione Forest Marble.
Shuotherium è un mammifero enigmatico, a causa dell'insolita struttura dei molari; nel corso degli anni è stato considerato un docodonte altamente specializzato, un simmetrodonte aberrante o uno stretto parente (o addirittura un membro) degli Australosphenida. È possibile che il cingulide anterolinguale tipico dei molari degli australosfenidi, fosse una struttura "antenata" dello pseudotalonide presente sui molari di Shuotherium (Kielan-Jaworowska et al., 2002). È molto probabile che Shuotherium fosse un membro arcaico degli Yinotheria, il gruppo che comprende anche i monotremi attuali (classificati all'interno degli australosfenidi). Un altro animale affine doveva essere Pseudotribos.